# Dufourea sandhouseae
Dufourea sandhouseae är en biart som först beskrevs av Michener 1937.  Dufourea sandhouseae ingår i släktet solbin, och familjen vägbin.

## Underarter
Arten delas in i följande underarter:
- D. s. arida
- D. s. sandhouseae